# Nikolaj Hübbe
Nikolaj Hübbe est un danseur danois né le 30 octobre 1967. Élevé à Copenhague, il entre à l'école du Ballet royal danois à l'âge de dix ans et continue ses études à Paris et à New York. Il fait partie du corps de ballet du Ballet royal danois en 1984 et devient danseur soliste en 1988. Flemming Flindt créent pour lui un rôle sur mesure en 1991 dans Caroline Mathilde.
Il rejoint le New York City Ballet en 1992 et se fait remarquer dans La Sylphide d'Auguste Bournonville. Il excelle d'ailleurs dans le répertoire du maître de la danse danoise et remonte plusieurs de ses ballets à partir de 2000.
Après avoir fait ses adieux à New York au Lincoln Center, il est nommé directeur artistique du Ballet royal danois en juillet 2008.